# كريستيان غوتيريز
كريستيان غوتيريز (بالإسبانية: Cristián Gutiérrez) هو مدرب كرة قدم ولاعب كرة قدم تشيلي في مركز ظهير ‏، ولد في 18 فبراير 1997 في مدينة كيبك في كندا. لعب مع تورونتو.

## وصلات خارجية
- كريستيان غوتيريز على موقع الدوري الأمريكي (الإنجليزية)
- كريستيان غوتيريز على موقع قاعدة بيانات كرة القدم.إي يو (الإنجليزية)
- كريستيان غوتيريز على موقع Soccerway.com (الإنجليزية)
- كريستيان غوتيريز على موقع AS.com (الإسبانية)